# Horex S 3
De Horex S 3 is een motorfiets die het Duitse merk Horex produceerde van 1931 tot 1938. 
De Horex S 3 kwam in 1931 tegelijk met de 200cc-Horex S 2 op de markt en beide motorblokken hadden dezelfde kenmerken. Toch was de S 3 geen opgeboorde S 2. Zowel de boring als de slag waren afwijkend. De luchtgekoelde motor had kopkleppen, die door stoterstangen vanuit de laagliggende nokkenas werden bediend. De stoterstangen liepen echter door een buisje, waardoor de indruk werd gewekt van een bovenliggende nokkenas met koningsasaandrijving. Bij de eerdere versies, waarbij de nokkenas nog door tandwielen werd aangedreven, zat de oliepomp nog buiten het carter, maar toen alle Horex-modellen in de jaren 1934-1935 omgebouwd werden naar kettingaandrijving voor de nokkenas werd de oliepomp in het carter geplaatst. De machine had nog geen achtervering, maar aan de voorkant zat een girder-type voorvork met een centrale veer. De productie eindigde in 1938, ook tegelijk met de S 2. Beide modellen kregen eigenlijk dezelfde opvolger: de 250cc-Horex S 25. 